# Rafael Cabrera-Bello
Rafael Cabrera Bello (Las Palmas de Gran Canaria, Canarias; 25 de mayo de 1984) es un golfista español profesional desde el año 2005, ganando desde entonces tres torneos del European Tour.

## Trayectoria
Acabó cuarto en el Open de España de 2002, y se impuso en el Campeonato de Profesionales de Canarias en 2005. A partir de entonces se hizo profesional.
Aun así, el paso de amateur a profesional no ha sido fácil para Rafa, porque mientras intentaba acabar su carrera de Empresariales, tenía que pasar tres veces por la Escuela de Clasificación del Circuito Europeo, y aunque consiguió dos triunfos en el Circuito Challenge (la Segunda División del Circuito Europeo) en 2006 y en 2008, no terminaba de hacerse con un puesto permanente entre la élite europea.
En la temporada 2009 del European Tour, el golf hizo justicia con Cabrera-Bello. Tras una brillantísima carrera amateur plagada de innumerables victorias tanto de carácter nacional como de carácter internacional, ha conseguido triunfar en el Open de Austria al conseguir su primer triunfo en el Circuito Europeo. Terminó con una tarjeta de 60 golpes.
Durante 2009 fue muy regular, pero el nivel exhibido en Austria superó cualquier previsión. Ni él mismo se lo esperaba. En cualquier caso, 2009 tenía todos los visos de ser su año, ya que quedó cuatro veces concluyendo entre los cinco primeros. El triunfo en Austria le ha aupado al puesto 34 de la Carrera de Dubái y, además, le situó el 109 del mundo. También le aseguró por dos años la tarjeta del Circuito Europeo.
Finalmente, resultó cuarto en el Campeonato Alfred Dunhill, el Campeonato Ballantine's y el Campeonato Alfred Dunhill Links, y quinto en el Open de Indonesia. Así, finalizó 39.º en la Orden de Mérito. En 2010 terminó tercero en el Abierto Internacional BMW y 17.º en el Campeonato Británico de la PGA. Además, disputó su primer Major en el US Open, donde superó el corte.
En 2011 fue segundo en el Masters de Portugal, tercero en el Masters de Catar, cuarto en el Abierto de Malasia, séptimo en el Campeonato de Abu Dabi y undécimo en el Open de España, de manera que alcanzó la 30.ª posición en la Orden de Mérito. En 2012 ganó el Dubai Desert Classic, acabó segundo en el Abierto de Irlanda, tercero en el Campeonato Mundial de Match Play y el Abierto de Malasia, noveno en el Abierto de Italia y décimo en el Campeonato de Gleneagles.
En 2013, Cabrera Bello fue quinto en el Abierto de Irlanda, octavo en el Masters de Shanghái, noveno en el Volvo Golf Champions, y 14.º en el Campeonato Mundial de Dubái. En 2014, terminó segundo en el Abierto Internacional BMW, tercero en el Masters de Catar, cuarto en el Campeonato de Abu Dabi, quinto en el Trofeo Hassan II, octavo en el Abierto de China y noveno en Masters Nórdico y el Campeonato Mundial de Dubái. Por tanto, culminó 17.º en la Orden de Mérito.
En el European Tour 2015, el español resultó segundo en el Open de Austria, cuarto en el Open de Irlanda, quinto en el Open de Francia, séptimo en el Open de los Países Bajos y undécimo en el Open de Turquía. Por otra parte, resultó décimo en el Open de Puerto Rico del PGA Tour.
En el European Tour 2016, Cabrera Bello resultó segundo en el Masters de Catar y el Dubai Desert Classic. Además, finalizó tercero en el WGC Match Play, cuarto en el Abierto de Houston y 17.º en el Masters de Augusta.
Fue olímpico en Río de Janeiro 2016, terminando 5.º y consiguiendo diploma olímpico. Su rendimiento durante el año 2015 y año 2016 le valió para clasificarse automáticamente para el equipo europeo que participó en la Ryder Cup 2016.
El 10 de octubre de 2021 conquista el Open de España rompiendo una sequía de más de 4 años sin ganar un título.

## Victorias como profesional (7)

### Circuito Europeo (4)
| Núm. | Fecha                    | Torneo                     | Puntuación ganadora | A par | Margen de victoria | Subcampeones                   |
| ---- | ------------------------ | -------------------------- | ------------------- | ----- | ------------------ | ------------------------------ |
| 1    | 20 de septiembre de 2009 | Austrian Golf Open         | 71-67-66-60=264     | −20   | 1 golpe            | Benn Barham                    |
| 2    | 12 de febrero de 2012    | Dubai Desert Classic       | 63-69-70-68=270     | −18   | 1 golpe            | Stephen Gallacher Lee Westwood |
| 3    | 16 de julio de 2017      | Abierto de Escocia de Golf | 70-72-69-64=275     | −13   | Playoff            | Callum Shinkwin                |
| 4    | 10 de octubre de 2021    | Open de España             |                     | −19   | Playoff            | Adri Arnaus                    |

### Circuito Challenge (2)
| Núm. | Fecha               | Torneo          | Puntuación ganadora | A par | Margen de victoria | Subcampeones   |
| ---- | ------------------- | --------------- | ------------------- | ----- | ------------------ | -------------- |
| 1    | 23 de julio de 2006 | MAN NÖ Open     | 61-68-66-69=264     | −16   | 2 golpes           | Niki Zitny     |
| 2    | 13 de julio de 2008 | Swiss Challenge | 67-64-68-68=267     | −25   | 2 golpes           | Gary Lockerbie |

### Otras victorias (1)
- 2005: Canarias Professional Championship (como amateur)

## Resultados en los grandes
| Torneo                | 2007 | 2008 | 2009 | 2010 | 2011 | 2012 | 2013 | 2014 | 2015 | 2016 | 2017 | 2018 | 2019 | 2020 |
| --------------------- | ---- | ---- | ---- | ---- | ---- | ---- | ---- | ---- | ---- | ---- | ---- | ---- | ---- | ---- |
| Masters de Augusta    | DNP  | DNP  | DNP  | DNP  | DNP  | DNP  | DNP  | DNP  | DNP  | T17  | CUT  | T38  | T36  | T51  |
| U.S. Open             | DNP  | DNP  | DNP  | T47  | DNP  | CUT  | DNP  | DNP  | DNP  | T32  | T42  | T36  | T65  | T23  |
| The Open Championship | DNP  | DNP  | DNP  | DNP  | DNP  | T81  | T21  | CUT  | T40  | T39  | T4   | 74   | CUT  |      |
| PGA Championship      | DNP  | DNP  | DNP  | DNP  | DNP  | CUT  | T29  | 73   | CUT  | T49  | CUT  | T10  | T71  | CUT  |

DNP = No jugado (Did Not Play)
CUT = No pasó el corte
T = Empatado con otros
Fondo amarillo, puesto entre los diez primeros (top ten).

## Resultados en Series Mundiales de Golf
Resultados no ordenados cronológicamente antes de 2015.
| Torneo                       | 2012 | 2013 | 2014 | 2015 | 2016 | 2017 | 2018 |
| ---------------------------- | ---- | ---- | ---- | ---- | ---- | ---- | ---- |
| WGC-Campeonato Cadillac      | 65   | T63  | DNP  | DNP  | T11  | T38  | T3   |
| WGC Match Play               | R64  | R32  | DNP  | DNP  | 3    | T17  | T36  |
| WGC-Bridgestone Invitational | T29  | DNP  | DNP  | DNP  | DNP  | 72   | T17  |
| WGC-HSBC Champions           | T46  | DNP  | DNP  | DNP  | T19  | T5   | T14  |

DNP = No jugado (Did Not Play)
QF, R16, R32, R64 = Ronda en la cual el jugador perdió
T = Empatado con otros
Fondo amarillo, puesto entre los diez primeros (top ten).

## Apariciones en Equipo
Amateur
- Junior Ryder Cup (representando a Europa): 1999 (ganadores)
- Jacques Léglise Trophy (representando a Europa Continental): 2000, 2001 (ganadores)
- Eisenhower Trophy (representando a España): 2004

Profesional
- Copa Mundial de Golf (representando a España): 2013, 2016
- Ryder Cup (representando e Europa): 2016
- EurAsia Cup (representando a Europa): 2018 (ganadores)